# Harrisinula infernalis
Harrisinula infernalis är en fjärilsart som beskrevs av Erich Martin Hering 1925. Harrisinula infernalis ingår i släktet Harrisinula och familjen bastardsvärmare. Inga underarter finns listade i Catalogue of Life.